# Kovlands IF
Le Kovlands IF est un club de hockey sur glace de Kovland en Suède. Il évolue en Division 1, le troisième échelon suédois.

## Historique
Le club est créé en 1903.

## Palmarès
- Aucun titre.